# Kwas acetylosalicylowy
Kwas acetylosalicylowy (łac. acidum acetylsalicylicum), potocznie aspiryna (od niem. Aspirin), skrótowiec ASA (od ang. acetylsalicylic acid) – organiczny związek chemiczny, acetylowa pochodna kwasu salicylowego, niesteroidowy lek przeciwzapalny (NLPZ), popularny środek o działaniu przeciwbólowym, przeciwgorączkowym i przeciwzapalnym oraz, przy długotrwałym stosowaniu, przeciwzakrzepowym. Jest składnikiem wielu leków złożonych. Jest też stosowany w uprawie rolnej do stymulowania odporności u roślin.

## Otrzymywanie
Kwas acetylosalicylowy otrzymuje się w reakcji kwasu salicylowego z bezwodnikiem octowym w obecności kwasu siarkowego lub fosforowego jako katalizatora:

## Działanie
Kwas acetylosalicylowy jest inhibitorem cyklooksygenazy i działa (nieodwracalnie) poprzez acetylację jej centrum katalitycznego. Enzym ten katalizuje reakcje syntezy prostaglandyn, które są mediatorami reakcji zapalnej. Aspiryna hamuje również powstawanie prostacyklin. W ten sposób kwas acetylosalicylowy wywiera działanie przeciwbólowe, przeciwgorączkowe i przeciwzapalne i jest zaliczany do grupy niesteroidowych leków przeciwzapalnych (NLPZ). Mimo że został wprowadzony do lecznictwa w 1899, w większości krajów jest nadal najczęściej stosowanym specyfikiem przeciwbólowym i przeciwgorączkowym (obok paracetamolu). WHO uznało kwas acetylosalicylowy za jeden z najlepszych środków do stosowania na pierwszym szczeblu przeciwbólowej drabiny analgetycznej, w leczeniu lekkich i umiarkowanych bólów towarzyszących chorobom nowotworowym.
Inną ważną cechą kwasu acetylosalicylowego wykorzystywaną w lecznictwie jest zdolność hamowania cyklooksygenazy w płytkach krwi, w których jest ona odpowiedzialna za produkcję tromboksanu. W ten sposób aspiryna hamuje zdolność płytek krwi do agregacji i tworzenia skrzepów. W przeciwieństwie do innych komórek organizmu, płytki krwi nie mają możliwości regulacji stężenia i aktywności cyklooksygenazy, raz zahamowane pozostają nieaktywne aż do ich lizy (około siedmiu dni).
Małe dawki kwasu acetylosalicylowego (81–325 mg/dobę) stosowane są w profilaktyce udaru mózgu i zawału mięśnia sercowego. Aspiryna obniża ryzyko wystąpienia zawału serca bez zwiększenia ryzyka wystąpienia niebezpiecznych krwawień.
W 2007 opublikowano badanie, oparte na retrospektywnej obserwacji 79 439 kobiet w badaniu Nurse Health Study, w którym oceniono umieralność wśród kobiet przyjmujących i nieprzyjmujących ASA. W trakcie 24-letniej obserwacji wykazano zmniejszenie ogólnej umieralności o 25%. Umieralność z przyczyn sercowo-naczyniowych była zmniejszona o 38% już po roku zażywania ASA, natomiast umieralność z powodu nowotworów była zmniejszona o 12% po 10-letnim okresie stosowania leku. Korzyści te obserwowano w grupie przyjmujących poniżej 14 standardowych dawek kwasu acetylosalicylowego na miesiąc. Jednocześnie w innym badaniu wykazano, że nie ma obecnie przesłanek, aby przy długotrwałym stosowaniu aspiryny dawki były większe niż 81 miligramów.
ASA powoduje rozluźnienie zewnętrznej (rogowej) warstwy skóry i ułatwia wchłanianie kortykosteroidu, stąd zastosowanie w lekach miejscowych do leczenia łuszczycy.
Kwas acetylosalicylowy stosowany w dawkach dobowych nieprzekraczających 2 gramów hamuje nerkowe wydalanie kwasu moczowego, co może prowadzić do zwiększonej częstości napadów dny moczanowej wśród osób chorujących na tę chorobę. Dotyczy to także bardzo małych dawek, poniżej 325 mg, które są powszechnie stosowane w celu zapobiegania zawałowi mięśnia sercowego lub udarowi niedokrwiennemu mózgu. Paradoksalnie, w dawkach bardzo wysokich, czyli 5–6 gramów, kwas acetylosalicylowy zwiększa wydalanie kwasu moczowego. Zjawisko to tłumaczy się wpływem blokującym małych dawek jedynie na mechanizm wydzielania kwasu moczowego do przesączu pierwotnego, natomiast wpływem dużych dawek na proces zarówno wydzielania, jak i wchłaniania zwrotnego, przy czym blokada wchłaniania zwrotnego przeważa, co skutkuje nadmiernym wydalaniem kwasu moczowego.

### Działania niepożądane
Stwierdzono, że profilaktyczne przyjmowanie małych dawek aspiryny przez zdrowe starsze osoby znacząco zwiększa ryzyko wystąpienia krwotoków i nie obniża ryzyka wystąpienia chorób układu krążenia, choć aspiryna jest lecznicza dla pacjentów z chorobą niedokrwienna serca lub tętnic obwodowych. U części pacjentów może pogorszyć niewydolność nerek i nadciśnienie, a także zaostrzyć astmę. W amerykańsko-australijskim badaniu Aspirin in Reducing Events in the Elderly (ASPREE), którego wyniki opublikowano w 2023 r., stwierdzono, że u osób w wieku od 65 lat codzienne przyjmowanie małej dawki aspiryny powoduje wzrost ryzyka anemii o około 20%.
Regularne zażywanie aspiryny blisko dwukrotnie zwiększa ryzyko wystąpienia mokrej postaci zwyrodnienia plamki żółtej (AMD), niezależnie od faktu bycia palaczem czy stwierdzonej choroby układu krwionośnego, które same w sobie są czynnikami sprzyjającymi rozwinięciu AMD.
Ok. 16,5 tys. zgonów rocznie w USA jest spowodowanych aspiryną i pokrewnymi niesteroidowymi lekami przeciwzapalnymi. 

## Przeciwwskazania
Leki zawierające w swym składzie kwas acetylosalicylowy są przeciwwskazane dla osób cierpiących na chorobę wrzodową żołądka lub dwunastnicy. Aspiryna, przez hamowanie produkcji prostaglandyn, przyczynia się do zmniejszenia wydzielania przez ściany żołądka ochronnego śluzu. Poza tym wywiera bezpośrednie działanie podrażniające na błony śluzowe przewodu pokarmowego.
Kwas acetylosalicylowy nie powinien być stosowany przez kobiety w ciąży – badania wykazały korelację między jego zażywaniem przez matki a występowaniem rozszczepu podniebienia, wad serca i mniejszej masy urodzeniowej u noworodków. Salicylany zażywane w ciąży zwiększają też ryzyko powikłań okołoporodowych, gdyż zaburzają syntezę pochodnych kwasu arachidonowego.
Kwasu acetylosalicylowego nie należy podawać małym dzieciom oraz młodzieży w leczeniu objawowym grypy, przeziębienia i innych chorób wirusowych, ponieważ istnieją podejrzenia, że może on powodować wystąpienie potencjalnie śmiertelnego zespołu Reye’a.
Leki zawierające acetylosalicylany (wszystkie piryny) nie powinny być też stosowane przez osoby ze skazami krwotocznymi, jak hemofilia lub choroba von Willebranda, gdyż obniżają krzepliwość krwi.
Kwas acetylosalicylowy nie powinien być stosowany przez osoby cierpiące na astmę, ponieważ może wywołać napad duszności (astmę aspirynową). Nie może być stosowany u osób chorych na cukrzycę, gdyż nasila działanie leków przeciwcukrzycowych i może dojść do znacznego obniżenia poziomu glukozy we krwi i zasłabnięcia.
U niektórych osób odstawia się kwas acetylosalicylowy na 7–10 dni przed zabiegiem operacyjnym, aby zdolność płytek do agregacji wróciła do stanu pierwotnego, czyli łatwego krzepnięcia (podczas podejmowania decyzji o odstawieniu należy wziąć pod uwagę prawdopodobieństwo krwawienia podczas zabiegu i zagrożenia związane z zaprzestaniem przyjmowania tego leku, na przykład zwiększone ryzyko zawału serca).

## Dawkowanie
Dawkowanie zależy od wskazania, zalecana dawka to najmniejsza, która przynosi pozytywny skutek. Typowa dawka dobowa to 2,5 g w dawkach 0,5–1 g podawanych co 4–8 godzin; nie należy przekraczać 4 g na dobę. W niektórych chorobach dawki są większe, na przykład w gorączce reumatycznej zaleca się 7–8 g na dobę. Lek można przyjmować bez konsultacji z lekarzem najdłużej przez trzy dni.

## Preparaty
Chociaż nazwa Aspirin jest zastrzeżona w Polsce (i innych krajach, oprócz Stanów Zjednoczonych, Wielkiej Brytanii, Francji i Rosji) dla kwasu acetylosalicylowego produkcji firmy Bayer, potocznie aspiryną nazywa się wszystkie farmaceutyki zawierające kwas acetylosalicylowy jako główny składnik.
Nazwa handlowa polskiego leku będącego czystym kwasem acetylosalicylowym to Polopiryna S (pojawiły się też inne, na przykład Acard, Cardiopirin, Hascopiryn). W sprzedaży są także specyfiki (Ascalcin Plus, Ascodan, Asprocol, Calcipiryna, Coffepirine, Etopiryna, Kopiryna), w których występuje on z różnymi dodatkami. Popularne niegdyś „tabletki od bólu głowy z krzyżykiem” (ułatwiającym dzielenie) zostały wycofane ze sprzedaży, ponieważ dodatkowo zawierały szkodliwą fenacetynę.
Na rynku znajduje się bardzo wiele preparatów z kwasem acetylosalicylowym, w różnych postaciach: tabletki, tabletki musujące oraz tabletki dojelitowe. Przyjmuje się, że najlepszą formą są tabletki dojelitowe (Bestpirin, Encopirin, Polocard, Proficar), posiadające specjalną otoczkę odporną na kwasy znajdujące się w żołądku – lek uwalniany jest dopiero w jelicie cienkim, co częściowo chroni błonę śluzową żołądka (lek będzie przedostawał się do żołądka również drogą krwionośną, dlatego będzie mógł powodować chorobę wrzodową żołądka i dwunastnicy).
Leki, w których kwas acetylosalicylowy jest głównym składnikiem, są z reguły dostępne bez recepty.

## Historia
Kwas salicylowy zawarty w korze wierzby znany był ludzkości od zarania dziejów: właściwości kory wierzbowej opisują po raz pierwszy egipskie zwoje z okresu około 1550 roku p.n.e., była ona też środkiem leczniczym zalecanym przez na przykład Hipokratesa, Aulusa Corneliusa Celsusa, Pliniusza Starszego, Pedaniosa Dioskurydesa. W latach 1828–1829 niemiecki profesor farmacji Johann Buchner i Francuz Pierre-Joseph Leroux wyizolowali z kory wierzby salicynę (glikozyd fenolowy będący połączeniem saligeniny z glukozą). W 1838 Włoch Rafaelle Piria opracował metodę hydrolizy salicyny i utlenienia saligeniny do kwasu salicylowego.
Kwas acetylosalicylowy po raz pierwszy otrzymał w 1853 francuski chemik Charles Frédéric Gerhardt, jednak nie zdołał uzyskać go w czystej formie ani nie rozwiązał jego struktury. W 1859 H. von Gilm otrzymał acetylową pochodną kwasu salicylowego w formie krystalicznej. W 1869 A. Schröder, A. Prinzhorn i K. Kraut powtórzyli procedury acetylowania Gerhardta (z salicylanu sodu) i von Gilma (z kwasu salicylowego), ustalając, że produktem obu reakcji jest kwas acetylosalicylowy.
Substancję tę, w formie nadającej się do stosowania farmaceutycznego, zsyntetyzował w 1897 Felix Hoffmann, niemiecki chemik pracujący wówczas dla przedsiębiorstwa chemicznego Friedrich Bayer & Co. Sprzedawana pod nazwą handlową Aspirin, była pierwszym lekiem uzyskanym w sposób syntetyczny, a nie wyizolowanym z surowców występujących w przyrodzie. Syntezę aspiryny uważa się za początek przemysłu farmaceutycznego. W 1949 w piśmie Pharmazie ukazała się publikacja autorstwa Arthura Eichengrüna, innego z badaczy pracujących w firmie Bayer, który twierdził, że to on był autorem pomysłu syntezy aspiryny i powierzył Hoffmannowi jej wykonanie.

### Etymologia nazwy
Potoczna nazwa „aspiryna” (spolszczenie niemieckiego Aspirin) powstała jako połączenie elementów:
- a – od acetylosalicylowy (kwas)
- spir – od dawnej nazwy rośliny (Spirea ulmaria, współcześnie Filipendula ulmaria – wiązówka błotna), z której początkowo uzyskiwano lek przeciwbólowy
- -in – dawniej stosowana końcówka nazw leków przeciwbólowych.